# St.-Lambertus-Kapelle (Seiwerath)

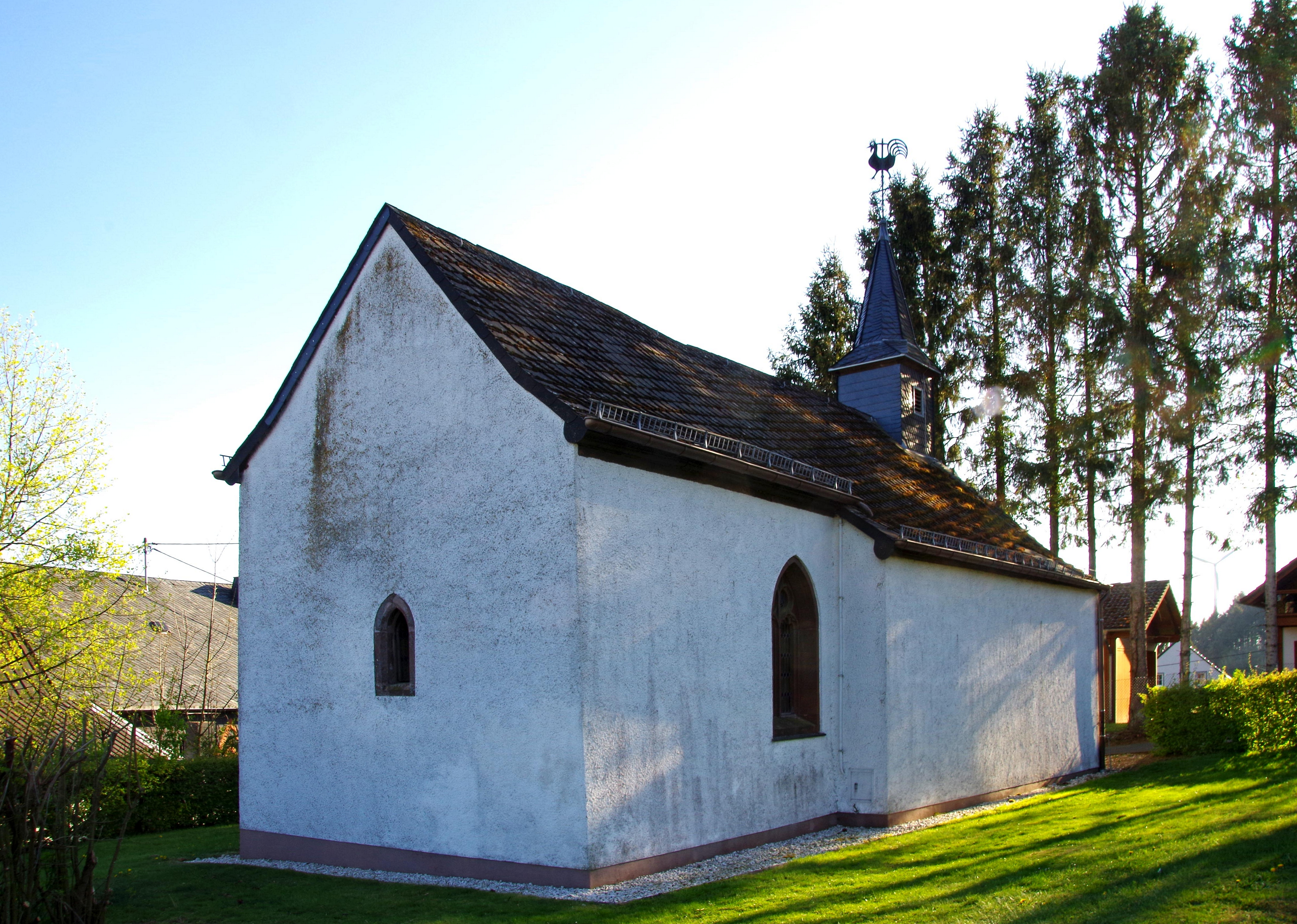
St.-Lambertus, Nordostseite

Die römisch-katholische St.-Lambertus-Kapelle (auch Filialkirche St. Wendelin und St. Lambertus) ist ein um 1570 erbautes Baudenkmal in der Gemeinde Seiwerath. Sie gehört zur katholischen Pfarrgemeinde St. Leodegar Schönecken. 

Das Gebäude ist ein kleiner, im Kern mittelalterlicher Saalbau mit Spitzhelmdachreiter und liegt im Tiroliaweg im Ortszentrum von Seiwerath. In der Kapelle finden regelmäßig Andachten, Taufen und andere Gottesdienste statt.

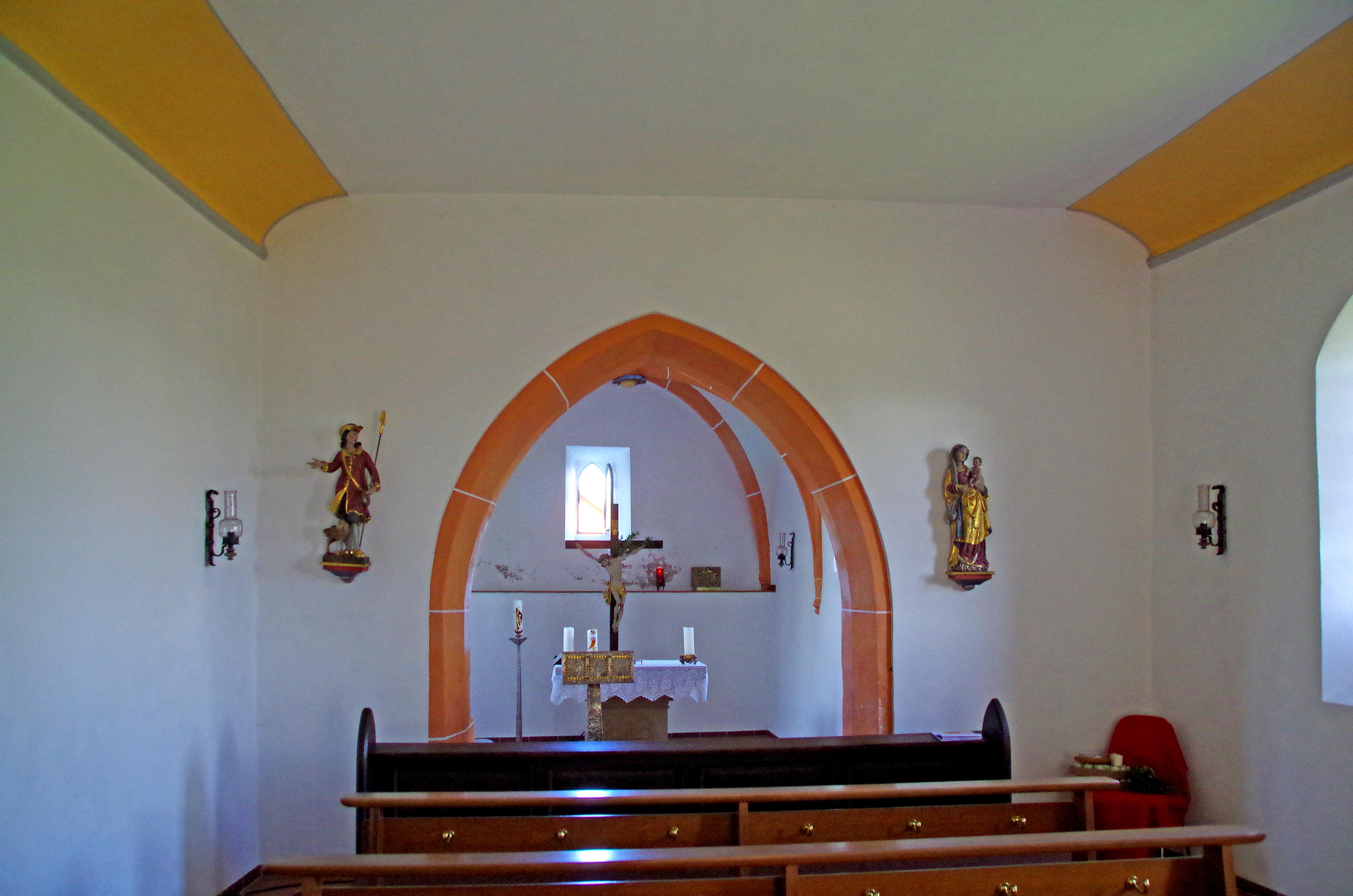
Innenraum
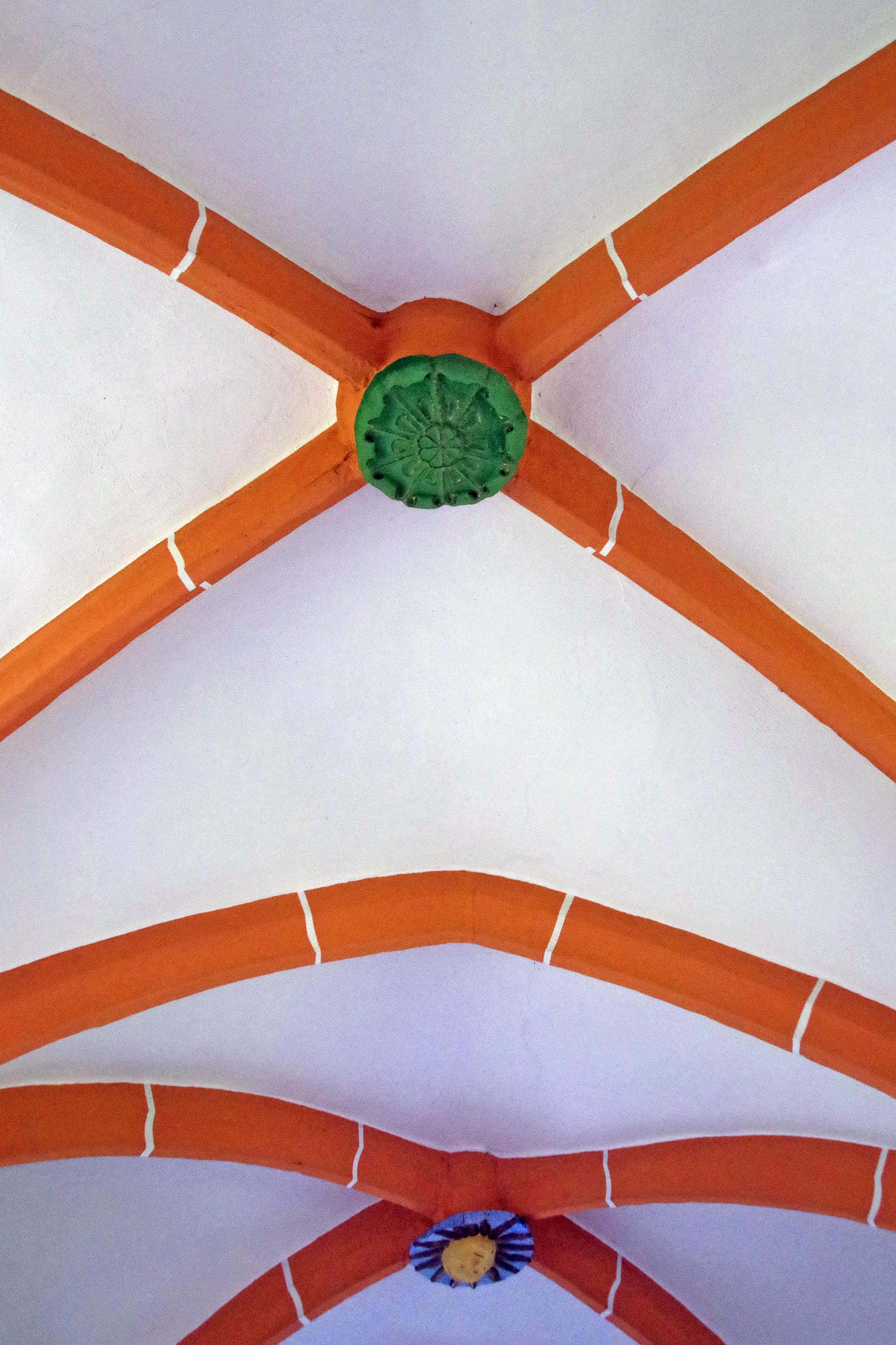
Rippengewölbe im Chor
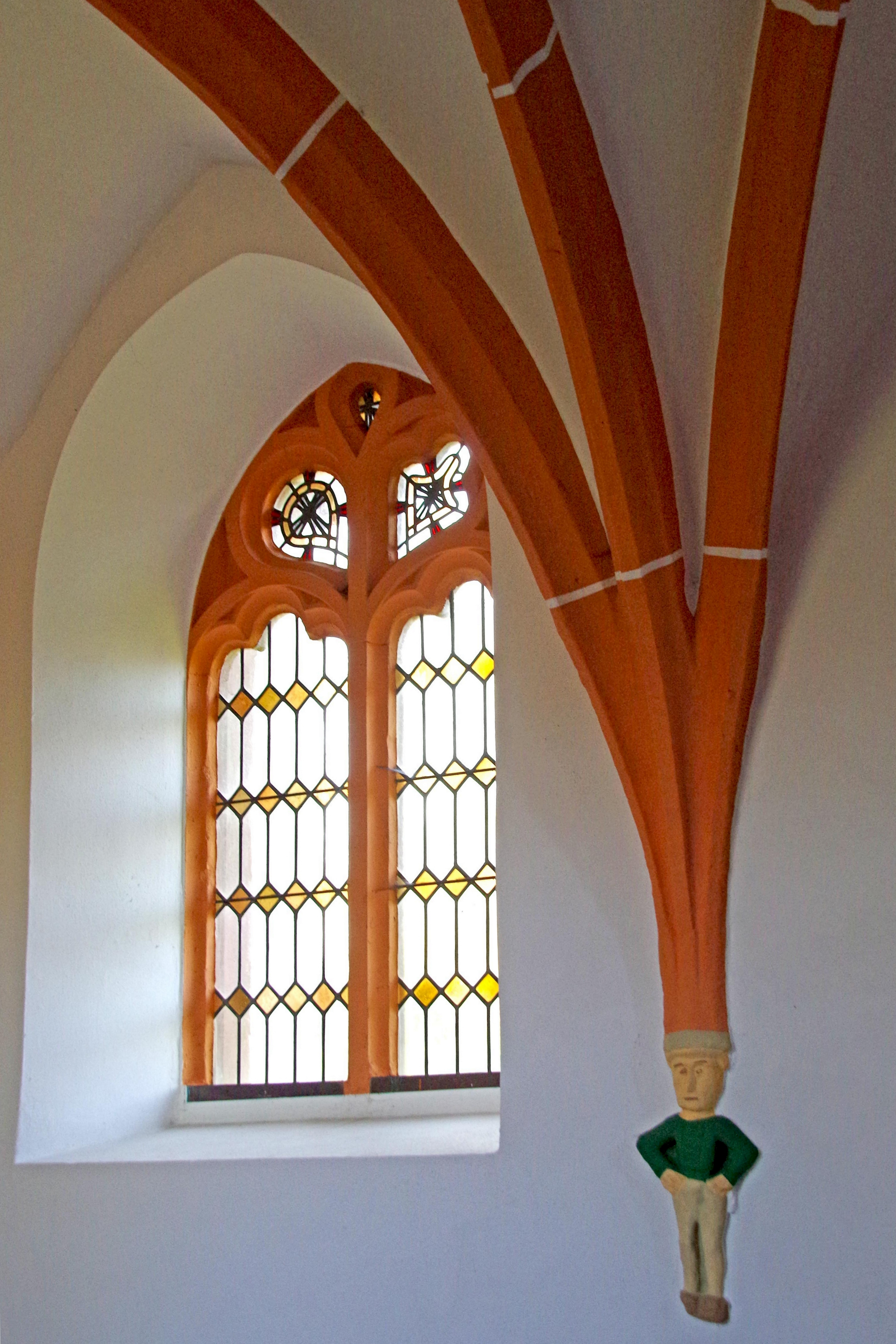
Konsolenfigur im Chor
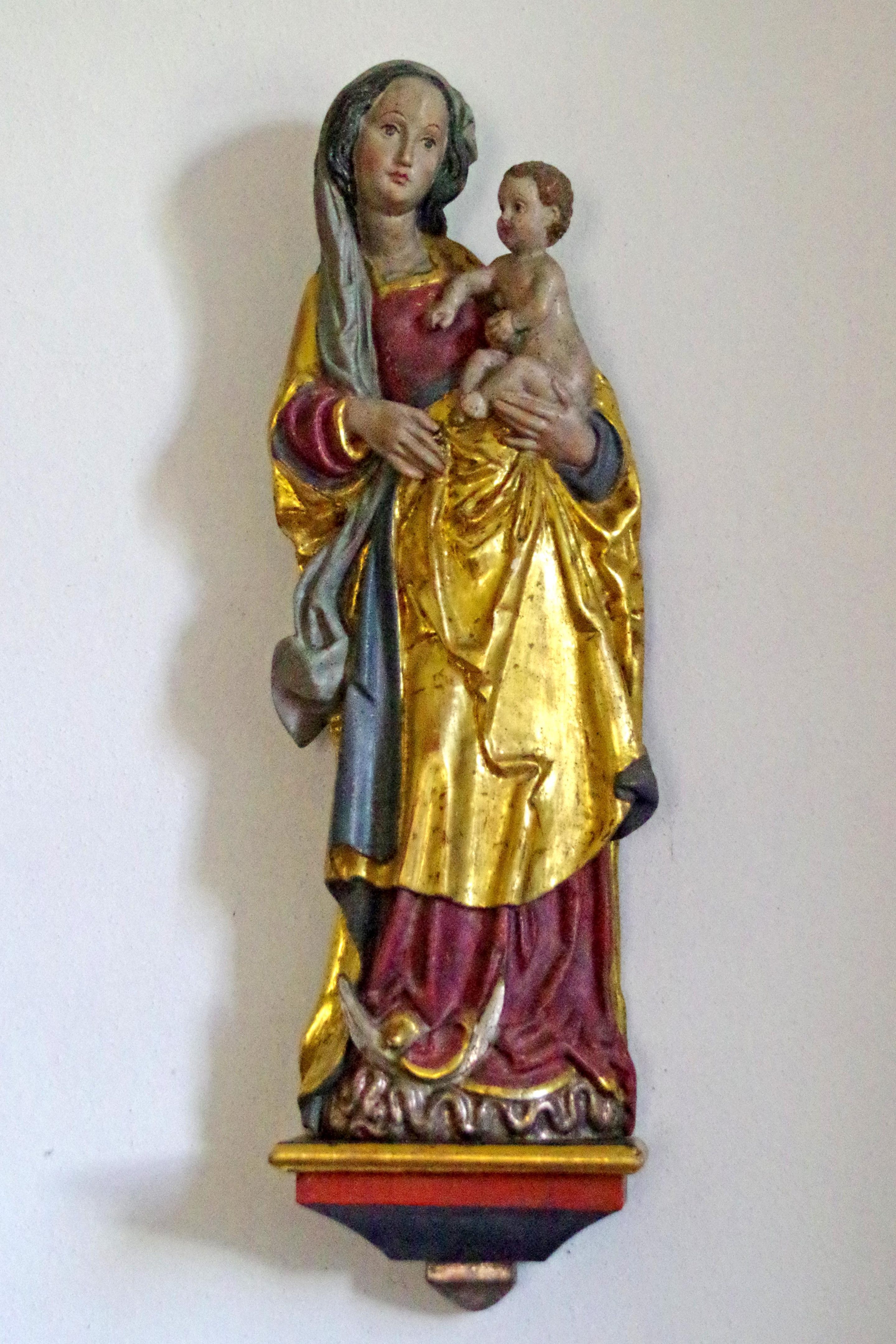
Marienstatue
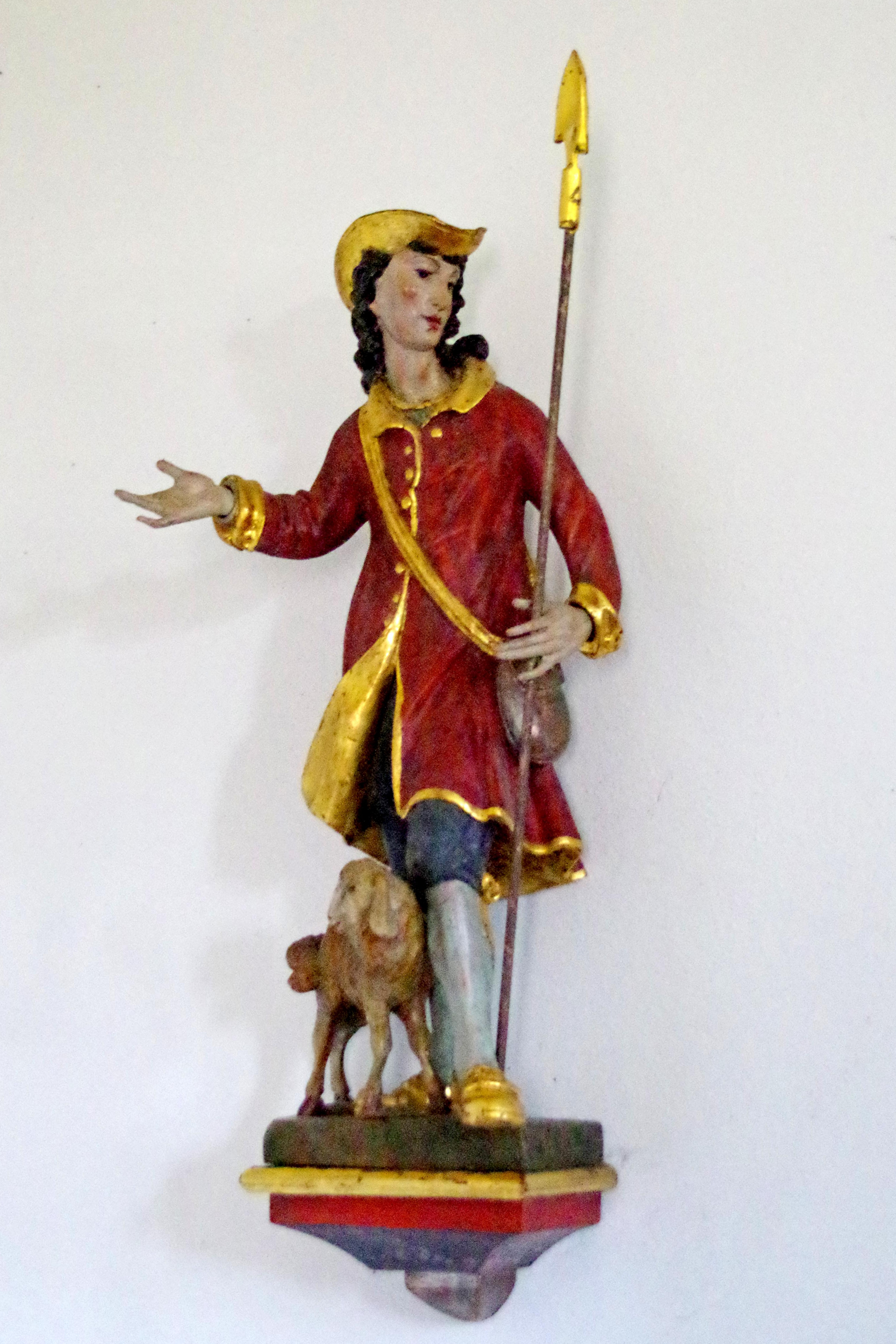
St. Wendelinus